# Ljig
Ljig (cyr. Љиг) – miasto w Serbii, w okręgu kolubarskim, siedziba gminy Ljig. W 2011 roku liczyło 3425 mieszkańców.